# Musée d'archéologie de Thurgovie
Le musée d'archéologie de Thurgovie est situé au centre de la vieille ville de Frauenfeld et est l'un des six musées cantonaux du canton de Thurgovie. L'exposition se concentre sur un voyage dans le temps, des habitants préhistoriques des lacs aux Romains et à un champ de bataille napoléonien datant de 1799. 

## Histoire
Le musée d'archéologie a été ouvert en été 1996. Il est situé dans les anciennes salles de la prison cantonale de détention provisoire. Le musée d'histoire naturelle de Thurgovie est situé dans le même bâtiment. Auparavant, une partie de la collection de préhistoire et d'histoire ancienne était exposée au musée historique du château de Frauenfeld. Depuis son ouverture, les salles ont été réaménagées et mises à jour à plusieurs reprises.

## Collection

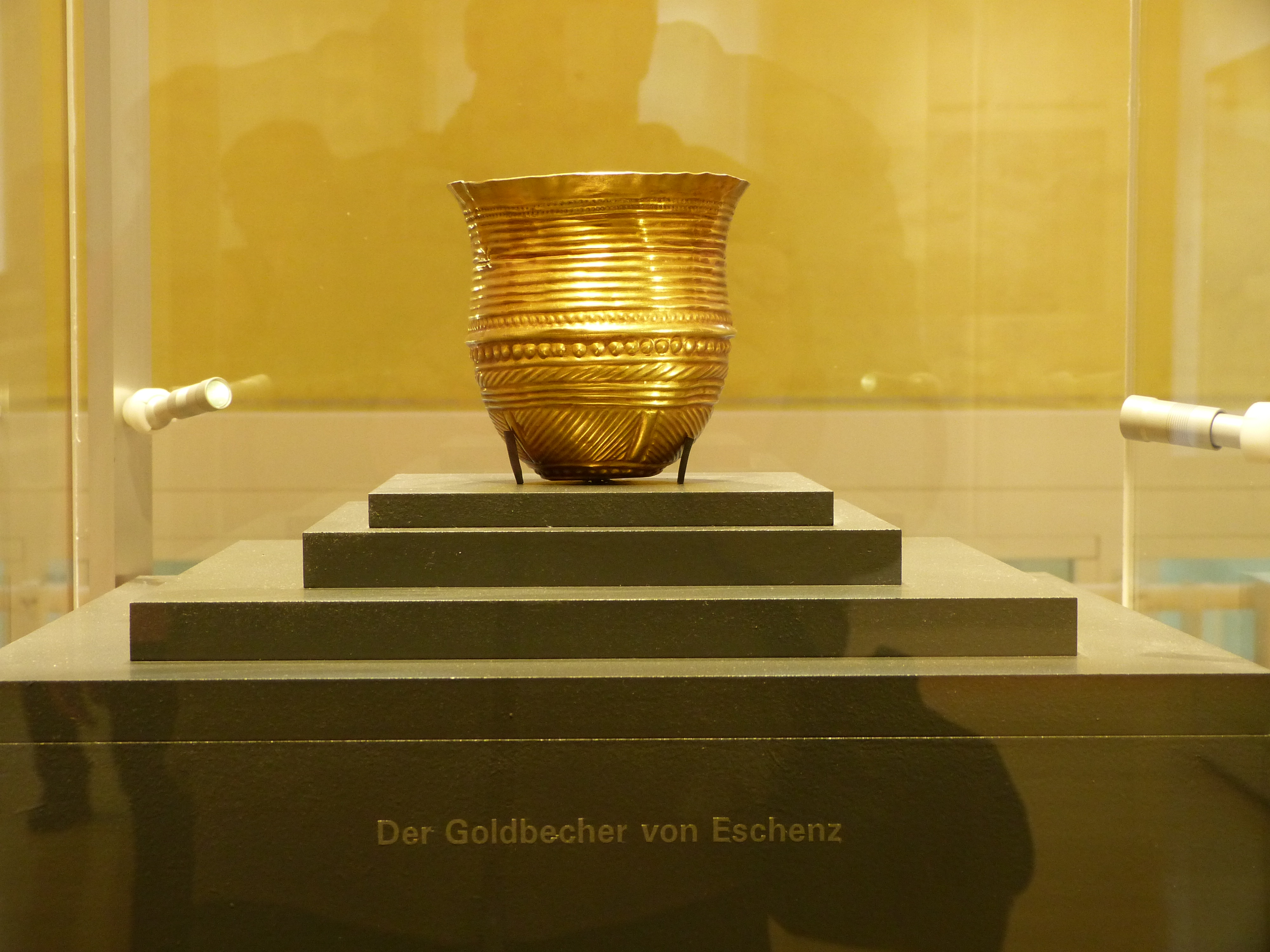
Coupe néolithique en or d'Eschenz, âge : environ 4400 ans.

Le musée présente les découvertes archéologiques du canton de Thurgovie depuis le Néolithique. L'accent est mis notamment sur les agglomérations lacustres du lac de Constance. De nombreuses trouvailles en bois provenant de la conservation des sols humides permettent une datation dendrochronologique. Le début de la période romaine dans la région est représenté par la colonie de Tasgetium (Eschenz). Il y a également des expositions temporaires et des démonstrations de méthodes de travail archéologiques. Des visites thématiques, des activités éducatives dans les musées et des excursions sont régulièrement proposées. 
Le musée est géré par le département d'archéologie de Thurgovie. La collection de 100 000 objets archéologiques ainsi que l'ensemble des archives se trouvent dans le département d'archéologie de Thurgovie. Outre le musée d'archéologie, des objets sont également exposés dans les musées régionaux respectifs tels que le musée historique d'Arbon, le musée transitoire de Pfyn, la Turmhof de Steckborn ou le musée du village d'Eschenz. 